# Premi Goya 2005
La cerimonia di premiazione della 19ª edizione dei Premi Goya si è svolta il 30 gennaio 2005 al Palacio de Congresos di Madrid.
Mare dentro di Alejandro Amenábar è stato il grande trionfatore, con 14 premi vinti su 15 candidature, superando il record di 13 premi vinti da ¡Ay, Carmela! di Carlos Saura.

## Vincitori e candidati
I vincitori sono indicati in grassetto, a seguire gli altri candidati.

### Miglior film
- Mare dentro (Mar adentro), regia di Alejandro Amenábar
- La mala educación, regia di Pedro Almodóvar
- Roma, regia di Adolfo Aristarain
- Tiovivo c. 1950, regia di José Luis Garci

### Miglior regista
- Alejandro Amenábar - Mare dentro (Mar adentro)
- Pedro Almodóvar - La mala educación
- Adolfo Aristarain - Roma
- Carlos Saura - El séptimo día

### Miglior attore protagonista
- Javier Bardem - Mare dentro (Mar adentro)
- Eduardo Noriega - El Lobo
- Eduard Fernández - Cosas que hacen que la vida valga la pena
- Guillermo Toledo - Crimen perfecto - Finché morte non li separi (Crimen ferpecto)

### Migliore attrice protagonista
- Lola Dueñas - Mare dentro (Mar adentro)
- Pilar Bardem - María querida
- Ana Belén - Cosas que hacen que la vida valga la pena
- Penélope Cruz - Non ti muovere

### Miglior attore non protagonista
- Celso Bugallo - Mare dentro (Mar adentro)
- Juan Diego - El séptimo día
- Unax Ugalde - Héctor
- Luis Varela - Crimen perfecto - Finché morte non li separi (Crimen ferpecto)

### Migliore attrice non protagonista
- Mabel Rivera - Mare dentro (Mar adentro)
- Silvia Abascal - El Lobo
- Victoria Abril - El séptimo día
- Mercedes Sampietro - Inconscientes

### Miglior attore rivelazione
- Tamar Novas - Mare dentro (Mar adentro)
- Jorge Roelas - Tiovivo c. 1950
- Nilo Mur - Héctor
- José Luis García Pérez - Cachorro

### Migliore attrice rivelazione
- Belén Rueda - Mare dentro (Mar adentro)
- Nuria Gago - Héctor
- Mónica Cervera - Crimen perfecto - Finché morte non li separi (Crimen ferpecto)
- Teresa Hurtado de Ory - Astronautas

### Miglior regista esordiente
- Pablo Malo - Frío sol de invierno
- Ramón de España - Haz conmigo lo que quieras
- Vicente Peñarrocha - Fuera del cuerpo
- Santi Amodeo - Astronautas

### Miglior sceneggiatura originale
- Alejandro Amenábar e Mateo Gil - Mare dentro (Mar adentro)
- José Ángel Esteban, Carlos López e Manolo Matji - Horas de luz
- Joaquín Oristrell, Dominic Harari e Teresa de Pelegrí - Inconscientes
- Adolfo Aristarain, Katty Saavedra e Mario Camus - Roma

### Miglior sceneggiatura non originale
- José Rivera - I diari della motocicletta (Diarios de motocicleta)
- Jaime Chávarri ed Eduardo Mendoza - El año del diluvio
- Margaret Mazzantini e Sergio Castellitto - Non ti muovere
- Salvador García Ruiz - Las voces de la noche

### Miglior produzione
- Emiliano Otegui - Mare dentro (Mar adentro)
- Esther García - La mala educación
- Juanma Pagazaurtundua - Crimen perfecto - Finché morte non li separi (Crimen ferpecto)
- Miguel Torrente e Cristina Zumárraga - El Lobo

### Miglior fotografia
- Javier Aguirresarobe - Mare dentro (Mar adentro)
- José Luis Alcaine - Roma
- Raúl Pérez Cubero - Tiovivo c. 1950
- Javier Salmones - I delitti della luna piena (Romasanta)

### Miglior montaggio
- Guillermo Maldonado - El Lobo
- Antonio Pérez Reina - Frío sol de invierno
- José María Biurrun - Horas de luz
- Iván Aledo - Incautos

### Miglior colonna sonora
- Alejandro Amenábar - Mare dentro (Mar adentro)
- Ángel Illarramendi - Héctor
- Roque Baños - L'uomo senza sonno (El maquinista)
- Sergio Moure - Inconscientes

### Miglior canzone
- Zambie Mameto di Carlinhos Brown e Mateus - El milagro de Candeal
- Atunes en el paraíso di Javier Rubial - Atún y chocolate
- Corre di Bebe - Incautos
- La rubia de la cuarta fila di Joaquín Sabina - Isi/Disi

### Miglior scenografia
- Gil Parrondo - Tiovivo c. 1950
- Antxon Gómez - La mala educación
- Benjamín Fernández - Mare dentro (Mar adentro)
- Rafael Palmero - El séptimo día

### Migliori costumi
- Yvonne Blake - Il ponte di San Luis Rey (The Bridge of San Luis Rey)
- Lourdes de Orduña - Tiovivo c. 1950
- Sonia Grande - La puta y la ballena
- Sabine Daigeler - Inconscientes

### Miglior trucco e acconciatura
- Jo Allen, Ana López Puigcerver, Mara Collazo e Manolo García - Mare dentro (Mar adentro)
- Karmele Soler e Paco Rodríguez - Le pagine della nostra vita (The Notebook)
- Paca Almenara e Alicia López - Le pagine della nostra vita (The Notebook)
- Susana Sánchez e Patricia Rodríguez - The Door in the Floor

### Miglior sonoro
- Ricardo Steinberg, Alfonso Raposo, Juan Ferro e María Steinberg - Mare dentro (Mar adentro)
- Antonio Mármol, Patrick Ghislain e Nacho Royo - Isi/Disi
- Pierre Lorrain, Jaime Fernández e Polo Aledo - Incautos
- Sergio Burmann, Jaime Fernández e Charly Schmukler - Crimen perfecto - Finché morte non li separi (Crimen ferpecto)

### Migliori effetti speciali
- Reyes Abades, Jesús Pascual e Ramón Lorenzo - El Lobo
- Juan Ramón Molina e Félix Bergés - Crimen perfecto - Finché morte non li separi (Crimen ferpecto)
- Juan Ramón Molina, Eduardo Acosta e Aurelio Sánchez Herrera - Torapia
- Juan Ramón Molina, David Martí, Montse Ribé e José María Aragonés - I delitti della luna piena (Romasanta)

### Miglior film d'animazione
- Pinocchio 3000 (P3K Pinocho 3000), regia di Daniel Robichaud
- Los balunis en la aventura del fin del mundo, regia di Juanjo Elordi
- Supertramps, regia di José María Goenaga e Iñigo Berasategui

### Miglior documentario
- El milagro de Candeal, regia di Fernando Trueba
- De nens, regia di Joaquim Jordà
- ¡Hay motivo!, regia di registi vari
- Salvador Allende, regia di Patricio Guzmán

### Miglior film europeo
- La sposa turca (Gegen die Wand), regia di Fatih Akın
- La ragazza con l'orecchino di perla (Girl with a Pearl Earring), regia di Peter Webber
- Monsieur Ibrahim e i fiori del Corano (Monsieur Ibrahim et les fleurs du Coran), regia di François Dupeyron
- Being Julia - La diva Julia (Being Julia), regia di István Szabó

### Miglior film straniero in lingua spagnola
- Whisky, regia di Juan Pablo Rebella e Pablo Stoll
- Luna de Avellaneda, regia di Juan José Campanella
- El Rey - Negli anni '70 la cocaina aveva un solo re (El Rey), regia di José Antonio Dorado
- Machuca, regia di Andrés Wood

### Miglior cortometraggio di finzione
- Diez minutos, regia di Alberto Ruiz Rojo
- Amigo no gima, regia di Iñaqui Peñafiel
- Cara sucia, regia di Santiago Zannou Badillo
- La ruta natural, regia di Álex Pastor
- Viernes, regia di Xavi Puebla

### Miglior cortometraggio documentario
- Extras, regia di Ana Serret
- Aerosol, regia di Miguel Ángel Rolland
- El mundo es tuyo, regia di José María Borrell
- El último minutero, regia di Elio Quiroga
- Iván Z, regia di Andrés Duque

### Miglior cortometraggio d'animazione
- El enigma del Chico Croqueta, regia di Pablo Llorens
- Minotauromaquia (Pablo en el laberinto), regia di Juan Pablo Etcheverry
- The trumouse show, regia di Julio Robledo
- Vuela por mí, regia di Carlos Navarro

### Premio Goya alla carriera
- José Luis López Vázquez